# Regierung Leburton I
Die Regierung Leburton I amtierte in Belgien vom 26. Januar 1973 bis zum 23. Oktober 1973. Nach der Parlamentswahl 1971 wurde von Premierminister Gaston Eyskens eine 3-Parteien-Regierung aus Christdemokraten und Sozialisten gebildet. Nachdem die vorgeschlagene Lösung für die Lösung des Sprachenstreits in Fourons vom Staatsrat für verfassungswidrig erklärt worden war und es zu Konflikten unter den Koalitionsparteien gekommen war, trat Premierminister Eyskens am 22. November 1972 zurück. Der vom wallonischen Sozialisten Edmond Leburton am 26. Januar 1973 gebildeten 5-Parteien-Regierung gehörten die flämischen (CVP) und wallonischen Christdemokraten (PSC), die Sozialisten (BSP-PSB) sowie die flämischen (PVV) und wallonischen (PLP) Liberalen an. Der Regierung gehörten 22 Minister und 14 Staatssekretäre an. Mit den beiden Staatssekretärinnen Irène Pétry und Maria Verlackt-Gevaert gehörten erstmals 2 Frauen einer belgischen Regierung an. Am 23. Oktober 1973 kam es zu einer Umbildung der Regierung. Die Nachfolgeregierung setzte sich erneut aus Christdemokraten, Sozialisten und Liberalen zusammen.

## Kabinett
| Minister                                                                                            | Minister               | Minister | Minister            | Minister          |
| Amt                                                                                                 | Amtsinhaber            | Partei   | Beginn der Amtszeit | Ende der Amtszeit |
| --------------------------------------------------------------------------------------------------- | ---------------------- | -------- | ------------------- | ----------------- |
| Premierminister                                                                                     | Edmond Leburton        | PSB      | 26. Januar 1973     | 23. Oktober 1973  |
| Vize-Premierminister, Haushaltsminister und Beauftragter für die Koordination der Verfassungsreform | Leo Tindemans          | CVP      | 26. Januar 1973     | 23. Oktober 1973  |
| Vize-Premierminister und Finanzminister                                                             | Willy De Clercq        | PVV      | 26. Januar 1973     | 23. Oktober 1973  |
| Verteidigungsminister                                                                               | Paul Vanden Boeynants  | PSC      | 26. Januar 1973     | 23. Oktober 1973  |
| Minister für Kommunikation                                                                          | Edward Anseele         | BSP      | 26. Januar 1973     | 23. Oktober 1973  |
| Außenminister                                                                                       | Renaat Van Elslande    | CVP      | 26. Januar 1973     | 23. Oktober 1973  |
| Minister für Gesundheit und Umwelt                                                                  | Jos De Saeger          | CVP      | 26. Januar 1973     | 23. Oktober 1973  |
| Justizminister                                                                                      | Herman Vanderpoorten   | PVV      | 26. Januar 1973     | 23. Oktober 1973  |
| Bildungsminister                                                                                    | Michel Toussaint       | PLP      | 26. Januar 1973     | 23. Oktober 1973  |
| Wissenschaftsminister                                                                               | Charles Hanin          | PSC      | 26. Januar 1973     | 23. Oktober 1973  |
| Wirtschaftsminister                                                                                 | Willy Claes            | BSP      | 26. Januar 1973     | 23. Oktober 1973  |
| Minister für öffentliche Arbeiten                                                                   | Alfred Califice        | PSC      | 26. Januar 1973     | 23. Oktober 1973  |
| Sozialminister                                                                                      | Frank Van Acker        | BSP      | 26. Januar 1973     | 23. Oktober 1973  |
| Innenminister                                                                                       | Edouard Close          | PSB      | 26. Januar 1973     | 23. Oktober 1973  |
| Bildungsminister                                                                                    | Willy Calewaert        | BSP      | 26. Januar 1973     | 23. Oktober 1973  |
| Minister für Brüsseler Angelegenheiten                                                              | Guy Cudell             | PSB      | 26. Januar 1973     | 23. Oktober 1973  |
| Landwirtschaftsminister                                                                             | Albert Lavens          | CVP      | 26. Januar 1973     | 23. Oktober 1973  |
| Minister für den Mittelstand                                                                        | Léon Hannotte          | PLP      | 26. Januar 1973     | 23. Oktober 1973  |
| Minister für französische Kultur                                                                    | Pierre Falize          | PSB      | 26. Januar 1973     | 23. Oktober 1973  |
| Arbeitsminister                                                                                     | Ernest Glinne          | PSB      | 26. Januar 1973     | 23. Oktober 1973  |
| Minister für wallonische Angelegenheiten                                                            | Jean-Pierre Grafé      | PSC      | 26. Januar 1973     | 23. Oktober 1973  |
| Minister für niederländische Kultur und flämische Angelegenheiten                                   | Jos Chabert            | CVP      | 26. Januar 1973     | 23. Oktober 1973  |
| |                        |          |                     |                   |
| Staatssekretäre                                                                                     |                        |          |                     |                   |
| Staatssekretär für Häfen im Verkehrsministerium                                                     | Hendrik Fayat          | BSP      | 26. Januar 1973     | 23. Oktober 1973  |
| Staatssekretär für den öffentlichen Dienst beim Premierminister                                     | Placide De Paepe       | CVP      | 26. Januar 1973     | 23. Oktober 1973  |
| Staatssekretär für Raumordnung und Wohnen im Ministerium für öffentliche Arbeiten                   | Abel Dubois            | PSB      | 26. Januar 1973     | 5. Juni 1973      |
| Staatssekretär für Raumordnung und Wohnen im Ministerium für öffentliche Arbeiten                   | Robert Urbain          | PSB      | 5. Juni 1973        | 23. Oktober 1973  |
| Staatssekretär für regionale Wirtschaft im Wirtschaftsministerium                                   | Luc Dhoore             | CVP      | 26. Januar 1973     | 23. Oktober 1973  |
| Staatssekretärin für Familie beim Gesundheitsministerium                                            | Maria Verlackt-Gevaert | CVP      | 26. Januar 1973     | 23. Oktober 1973  |
| Staatssekretär für Raumordnung und Wohnen im Ministerium für öffentliche Arbeiten                   | Marcel Vandewiele      | CVP      | 26. Januar 1973     | 23. Oktober 1973  |
| Staatssekretärin für Entwicklungszusammenarbeit im Außenministerium                                 | Irène Pétry            | PSB      | 26. Januar 1973     | 23. Oktober 1973  |
| Staatssekretär für Haushalt im Haushaltsministerium                                                 | Antoine Humblet        | PSC      | 26. Januar 1973     | 23. Oktober 1973  |
| Staatssekretär für Verfassungs- und Verwaltungsreform beim Premierminister                          | Jef Ramaekers          | PSB      | 26. Januar 1973     | 23. Oktober 1973  |
| Staatssekretär für Verfassungs- und Verwaltungsreform beim Premierminister                          | Louis Olivier          | PLP      | 26. Januar 1973     | 23. Oktober 1973  |
| Staatssekretär für die östlichen Kantone und Tourismus beim Premierminister                         | Guillaume Schyns       | PSC      | 26. Januar 1973     | 23. Oktober 1973  |
| Staatssekretär für Post und Telekommunikation im Kommunikationsministerium                          | Jos Daems              | PVV      | 26. Januar 1973     | 23. Oktober 1973  |
| Staatssekretär für Außenhandel im Ministerium für Außenhandel                                       | André Kempinaire       | PVV      | 26. Januar 1973     | 23. Oktober 1973  |
| Staatssekretär für regionale Wirtschaft im Wirtschaftsministerium                                   | Jean Defraigne         | PLP      | 26. Januar 1973     | 23. Oktober 1973  |

Mehrere Positionen sind doppelt besetzt mit je einem flämisch- und französischsprachigen Amtsinhaber: Minister für Bildung, Minister für Kultur, Staatssekretär für Raumordnung und Wohnen sowie Staatssekretär für Verfassungs- und Verwaltungsreform.